# کولونگا-وازه
کولونگا-وازه (به لهستانی:  Kolonia-Łazy) یک روستا در لهستان است که در گمینا وانسوش (استان پودلاسکی) واقع شده‌است.